# پنایا گانیلو
پنایا گانیلو (انگلیسی: Penaia Ganilau؛ ۲۸ ژوئیه ۱۹۱۸ – ۱۵ دسامبر ۱۹۹۳) از ۱۹۸۷ تا زمان مرگش در ۱۹۹۳ اولین رئیس‌جمهور فیجی بود. او پیشتر از ۱۹۸۳ تا ۱۹۸۷ در زمان ملکه الیزابت فرماندار کل فیجی بود.